# Comedia lacrimógena

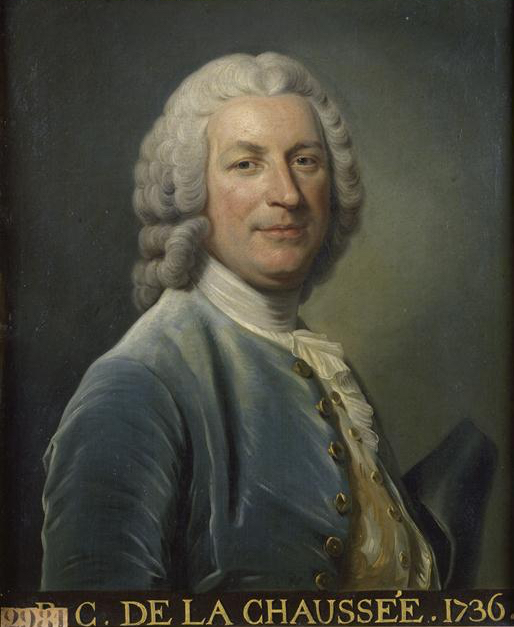
Nivelle de la Chaussée, creador del género de la comedia lacrimosa.

La comedia lacrimógena, lacrimosa o sentimental (comédie larmoyante en francés) rompía alguno de los principios básicos de la teoría neoclasicista pero el prestigio de los modelos franceses fue haciendo que se aceptase incluso por los más rígidos neoclásicos. Ya Ignacio de Luzán había traducido El prejuicio contra la moda de Pierre-Claude Nivelle de la Chausée. La implantación de la comedia sentimental en España fue obra, sobre todo, de los comediógrafos «populares», entre los que destacaron Luciano Francisco Comella y Gaspar Zavala y Zamora.

## Origen
Se ha aceptado por la crítica que este drama burgués por origen y personajes vino de Inglaterra a finales del siglo XVII, aunque fueron los dramaturgos franceses de la primera mitad del Seiscientos quienes acabaron de conferirle sus definitivas señas de identidad. Las historias sentimentales importadas, comédie larmoyante o drama serio, al igual que las fábulas procedentes de las novelas, adoptaron entre nosotros dos modalidades teatrales, la "tragedia urbana" (denominación que le dio el crítico neoclásico Santos Díez González, favorable, como el propio Denis Diderot, al nuevo género), que, a pesar de su difícil encaje en las poéticas neoclásicas, acabó aceptándose por su valor educativo, y el drama sentimental, que se ajustó a los usos escénicos de los ingenios populares. 
Las traducciones de escritores franceses fueron un ejercicio habitual de nuestros dramaturgos. Autores como Louis-Sébastien Mercier, Marsollier, Destouches, Pierre Augustin de Beaumarchais (El barbero de Sevilla, 1775; Las bodas de Fígaro, 1781) y algunos otros se convirtieron en fuente inagotable para nuestros poetas dramáticos. Los mayores éxitos estaban reservados para el alemán August von Kotzebue (Misantropía y arrepentimiento, 1789), que por aquellos años era el máximo triunfador en todos los coliseos europeos y que llegó a nuestras tablas ya a finales de siglo.

## En España
En la década de 1780 algunos dramaturgos españoles se aventuraron a escribir comedias originales siguiendo los modelos extranjeros; así por ejemplo, Luciano Francisco Comella con La Cecilia o El amor lo vence todo (1786), y su secuela Cecilia viuda (1787), o en piezas como La Jacoba (1789). Pero el más prolífico fue Gaspar Zavala y Zamora, con una docena de dramas sentimentales, entre traducidos y originales: El naufragio feliz (1782), El amor constante o La holandesa (1787), Las víctimas del amor, Ana y Sindha» (1788), La hidalguía de una inglesa (1790). Entre el centenar largo de obras que escribió Antonio Valladares de Sotomayor aparecen algunas comedias lacrimógenas, como La Cándida en 1781 y algunas mujeres que aportan su obra como Isabel Morón con " Buen amante y buen amigo" (1973). El Ayuntamiento de Madrid pagó 1500 reales en 1804 a Vicente Rodríguez de Arellano por su obra La mujer de dos maridos, que se estrenaría al año siguiente en el coliseo de la Cruz.

## Características
Abundan historias paralelas y se tiende a lo episódico. Son los autores hábiles en el manejo de los recursos narrativos habituales: historias desgraciadas, muchachas humildes asediadas por joven calavera, ricos venidos a menos, pobres de buen corazón, infidelidades conyugales, el amor filial, cierta «empalagosa ternura marital», y todo envuelto en una serie de tópicos (casualidades, reconocimientos…) que no son un inconveniente en sí mismos, aunque sí se criticó su empleo abusivo.[cita requerida]
Los personajes carecen de una personalidad fuerte y definida que les dé hondura y profundidad humana, son únicamente seres condenados a la acción sentimental. Algunos autores saben romper estos esquemas elementales de buenos-malos, y trazan algún personaje de mayor entidad, pero en términos generales se pliegan sin rubor a las exigencias del teatro comercial. Desde el punto de vista formal utiliza monólogos, emotivos y muy expresivos, un discurso en exceso declamativo, y un lenguaje redundante para la expresión del sentimiento.[cita requerida]
El drama sentimental pretende ser, en apariencia, un teatro educador. Hay conductas que merecen el aplauso y otras son motivos de censura. Este tipo de dramas sobrevivió largo tiempo y convivió, como lectura o espectáculo, con las narraciones sentimentales destinadas a un lector burgués, en especial femenino. Los temas, tópicos literarios y recursos formales se enquistaron después, ya un tanto anquilosados, en dramas y novelas románticas, y tuvieron vida duradera en la novela por entregas decimonónica.[cita requerida]